# Simão Gonçalves da Câmara, o Magnífico
Simão Gonçalves da Câmara (Funchal, 1460 - Matosinhos, 1530) , cognominado "O Magnífico", também documentado como Simão Gonçalves de Câmara de Lobos, foi o terceiro capitão do donatário da Capitania do Funchal e Fidalgo da Casa Real. Notabilizou-se ainda nas campanhas portuguesas contra os mouros no Norte de África, e pela sumptuosa embaixada que enviou ao Papa Leão X, como agradecimento pela criação da diocese do Funchal em 1512.

## Biografia
Nasceu na antiga vila do Funchal, filho do segundo capitão da capitania do mesmo nome, João Gonçalves da Câmara, e de Maria de Noronha, e neto do primeiro capitão, João Gonçalves Zarco. Como filho segundo tomou o apelido materno, sendo conhecido pelo nome de Simão de Noronha, o qual mudou para Simão Gonçalves da Câmara ao assumir o governo da capitania, sob pena de a perder, por expressa determinação do rei D. Manuel, que visava perpetuar a linhagem dos Câmaras nessa capitania. Nos nobiliários e antigas crónicas madeirenses é correntemente cognominado Simão Gonçalves da Câmara, o Magnifico, pela sua liberalidade, vida faustosa que levava e a generosidade com que premiava os serviços que lhe prestavam. A sua casa era a segunda mais rica do país, ultrapassada apenas pela de Bragança.
Foi convidado por D. João II para o casamento do príncipe D. Afonso, o qual realizou-se em Estremoz a 23 de Novembro de 1490, demonstrando a consideração que o monarca lhe tinha. A sua entrada na cerimónia foi a mais impressionante. Manteve sempre um relacionamento próximo com o rei, visitando-o frequentemente quando se encontrava no continente.

### Campanhas no Norte de África
Tal como o seu pai e avô, deu provas de grande valor e coragem nas campanhas de Marrocos, sendo o madeirense que mais notavelmente se  distinguiu nas frequentes e encarniçadas escaramuças com os mouros. A sua acção não se limitava a fazer parte das expedições e a tomar parte activa nos combates e refregas, tendo à sua custa armado muitos navios e reunindo numerosa gente armada de pé e de cavalo, e enviando abundantes apetrechos de guerra, víveres e outro apoio logístico. Por várias vezes prestou socorro a diversas praças africanas que se encontravam em perigo de cair em poder dos mouros, tendo por nove vezes estado no Norte de África sem nunca exigir qualquer mercê ou recompensa, ao contrário do uso daquele tempo. Contribuiu, como talvez nenhum outro português da sua época, para manter o prestigio de Portugal em África. Segundo Pinho Leal, D. João II e D. Manuel, ficaram a dever-lhe, em grande parte, a conservação das praças portuguesas em África.
Ainda em vida de seu pai, encontrando-se no reino, pediu-lhe D. João II que socorresse a praça de Arzila, à qual acudiu prontamente com uma tropa de trezentos homens armados, equipados e sustentados à sua custa, durante os seis meses que permaneceram em África. Prestou outro importante socorro a Diogo de Azambuja, governador de Safim, quando este, após a tomada desta praça, se viu em iminente risco de a perder. Recorrendo a Simão Gonçalves, este logo lhe enviou, dentro de três dias, trezentos homens armados, aos quais se juntou pessoalmente pouco depois, à frente de outros novecentos, aos quais manteve e sustentou nos três meses que ali se demoraram.
Prestou também considerável auxílio na tomada de Azamor. Para esta grande expedição. comandada por D. Jaime, Duque de Bragança, enviou Simão Gonçalves o seu filho João Gonçalves da Câmara com seiscentos homens de pé e duzentos de cavalo, contando-se entre estes um
grande número de fidalgos madeirenses, que foram dos que mais se distinguiram na celebrada tomada dessa praça, ocorrida a 15 de Agosto de 1513.
Voltou a Arzila em 1516 com setecentos homens para combater as forças do rei de Fez, auxiliando o capitão D. João Coutinho.
Gaspar Frutuoso e outros cronistas contam minuciosamente algumas das acções gloriosas em que tomou parte Simão Gonçalves, de onde se vê que em Safim, Azamor, Arzila, Castelo Real, Cabo de Gué, Mazagão, Ceuta e Tânger mostrou sempre denodadamente o seu valor e coragem.

### Embaixada papal
Entre as manifestações de fausto e grandeza que coloriram a vida ostentosa de Simão Gonçalves destaca-se, pela sua particular originalidade, o presente que enviou ao Papa Leão X como agradecimento pela criação da diocese do Funchal, ocorrida em 1514. Este pontífice teve como secretario particular o bispo D. Manuel de Noronha, filho de Simão Gonçalves, que em Roma gozou de grande prestigio e influência. A oferta pode ser considerada como uma embaixada, e foi apresentada a Leão X por D. Manuel de Noronha. O embaixador ou portador do presente foi o fidalgo madeirense João de Leiria, acompanhado por um cónego da Sé do Funchal, Vicente Martins, que sendo profundo conhecedor de Latim, proferiu uma brilhante oração nessa língua, na presença do papa. Outros indivíduos e muitos criados trajando à portuguesa de veludo preto faziam parte da comitiva. Além de um cavalo persa de grande preço, de “muitos mimos e brincos da ilha“ e de outros objectos, era esta oferta principalmente constituída pelo Sacro Colégio e as dezenas de cardeais que o compunham todo feito de alfenim e em tamanho natural, tendo causado em Roma grande admiração. A indústria do açúcar tinha nesse tempo atingido na Madeira um alto desenvolvimento e notável perfeição, o que permitiu a Simão Gonçalves o fabrico de tão numerosas e esbeltas figuras, que, segundo as crónicas, não sofreram o menor dano e chegaram “sem quebrar até dentro de Roma“. O Papa redigiu uma carta a Simão Gonçalves da Câmara, demonstrando o seu apreço pelo trabalho do seu filho.

### Governo da Capitania do Funchal
No seu governo a Madeira atingiu um elevado grau de prosperidade, tornando-se um notável empório comercial e agrícola, atraindo muitos forasteiros, que em grande número fixaram residência na ilha, nela constituindo família e enriquecendo. A importância e desenvolvimento da então vila do Funchal fizeram com que fosse elevada à categoria de cidade, privilégio concedido pelo alvará régio de 17 de Agosto de 1508, sendo também criada a diocese do mesmo nome em 1514, por bula de 12 de Junho do mesmo ano.
Nesta época o rei D. Manuel mandou construir o magnifico templo da Sé, hoje monumento nacional, ao qual ofereceu a preciosa cruz processional que nele ainda se conserva. Por mandado do mesmo monarca se levantou também o edifício da alfândega do Funchal, que no pavimento inferior ostenta as linhas características da arquitectura manuelina.
Tendo D. Manuel enviado à Madeira o corregedor Diogo Taveira averiguar algumas irregularidades cometidas no governo da capitania, julgou-se Simão Gonçalves da Câmara gravemente ferido nos privilégios e isenções de que gozava como capitão do Funchal, resolvendo sair do país e estabelecer residência em Espanha. Ao arribar no Algarve, obrigado pelos azares da viagem, soube da dificuldade em que se
encontrava a praça africana de Arzila, logo acudindo em socorro dela, forçando os sitiantes a levantar o cerco. Quando se preparava para retomar a direcção do seu destino, estando em Sevilha, a importância do auxílio prestado foi reconhecida pelo rei, numa carta que lhe enviou, junto com a oferta de honras e mercês. Tendo recebido do monarca as satisfações que a sua honra e dignidade exigia, voltou sem demora ao governo da capitania. Este facto serve de assunto, com grandes detalhes, a um dos capítulos do livro de Vilhena Barbosa, intitulado Virtudes Cívicas e Domesticas.
Em 1528, achando-se velho e cansado, delegou o governo da sua capitania no seu filho e sucessor João Gonçalves da Câmara, retirando-se para Matosinhos, onde morreu no início de 1530. Determinou nas suas disposições testamentárias que os seus restos mortais fossem trasladados para a Madeira e depositados em Santa Clara do Funchal, no jazigo de seus pais e avós. Diz um antigo livro de assuntos históricos madeirenses, "Não passaram muitos anos que se não cumprisse esta verba do seu testamento, e quando o caixão dos ossos desembarcou no Funchal, se lhe fez um solenissimo enterro da praia até o dito Mosteiro, acompanhando-o o cabido dos conegos, clerezia e religiosos que havia na terra, e se lhe fizeram exequias com a maior solenidade, acompanhando-o e assistindo-o todo o povo com muitas lagrimas, porque de todos foi muito amado."
Os despojos mortais foram depositados na capela-mor da igreja de Santa Clara, onde em Março de 1919, no lado da epistola, se descobriu a pedra tumular que os cobre. No centro do mármore escuro se lê este epitáfio: "Sepultura de Simão Gonçalves da Camara.......3º. capitão desta ilha Aqui jaz Simão Gonçalves da Camara conde da Calheta e quinto capitão desta ilha.". Pela inscrição se vê que a laje do sepulcro se encontram os restos do terceiro capitão Simão Gonçalves da Câmara, assim como os do quinto capitão do mesmo nome, o primeiro Conde da Calheta. Neste epitáfio se encontram aspadas duas linhas, circunstância estranha para a qual não se encontrou cabal explicação.
Simão Gonçalves, assim como o seu pai, figura como personagem importante no romance histórico A Filha de Tristão das Damas e no drama Guiomar Teixeira, do escritor madeirense major J. Reis Gomes.